# Oxytropis siziwangensis
Oxytropis siziwangensis là một loài thực vật có hoa trong họ Đậu. Loài này được Y.Z. Zhao & Zong Y. Zhu miêu tả khoa học đầu tiên năm 1995.